# Мътивир
Мътивир е река в Южна България – Софийска област, община Ихтиман, десен приток на Тополница (влива се в язовир „Тополница“). Дължината ѝ е 61 km, която ѝ отрежда 61-во място сред реките на България. Отводнява голяма част от Ихтиманска Средна гора.

## Географска характеристика

### Извор, течение, устие
Река Мътивир се образува на 42°30′56″ с. ш. 23°45′04″ и. д. / 42.515556° с. ш. 23.751111° и. д. и 693 m н.в. от сливането на три реки – Баба река (дясна съставяща), Ръжана (средна съставяща) и Мешковица (лява съставяща), на 1,3 km югозападно от село Ръжана, Община Ихтиман, в непосредствена близост до автомагистрала „Тракия“. За начало се приема река Баба, която извира в западната част на Ихтиманска Средна гора, на 963 m н.в., на 1,3 km западно от село Борика, Община Ихтиман.
Първите 2 km река Баба тече на север, а след това до сливането си с останалите две реки – на изток в тясна и дълбока долина. След образуването си река Мътивир завива на югоизток и слез 3 km навлиза в Ихтиманската котловина под името Голяма река. В този си участък коритото ѝ е коригирано с водозащитни диги. На 2 km северно от село Мирово завива на североизток, напуска Ихтиманската котловина и навлиза в дълбокия пролом Серсемкале между ридовете Белица на северозапад и Еледжик на югоизток (части от Ихтиманска Средна гора.
Влива се в западния ръкав на язовир „Тополница“ на 393 m н.в.

### Водосборен басейн, притоци
Площта на водосборния басейн на Мътивир е 412 km2, което представлява 23% от водосборния басейн на река Тополница.
Основни притоци: → ляв приток, ← десен приток
- ← Баба река

- → Церов дол
- → Булин дол
- → Хумни дол
- → Дълбокия дол
- ← Соркундере
- ← Бакърдере

- → Мешковица
- → Ръжана
- → Крива река
- → Малкия Грамадски дол
- → Големия Грамадски дол
- → Джурджин дол
- ← Малката река
- → Сухия дол
- ← Саръшлийска река
- ← Мировска река
- ← Расачев дол
- → Белишка река (Мала Белица, най-голям приток)
- → Белов дол
- → Цвичи дол
- ← Елов дол
- → Слатина

### Хидроложки показатели
Реката е с дъждовно-снежно подхранване, като максимумът е през март, а минимумът – август. Среден годишен отток в пролома Серсемкале 1,50 m3/s.

## Селища
По течението на реката са разположени село Пауново и град Ихтиман.

## Стопанско значение
В Ихтиманската котловина водите на Мътивир се използват за напояване и промишлено водоснабдяване.
По долината на реката преминават няколко важни транспортни артерии:
- Участък от 15 km от автомагистрала „Тракия“ от 31-ви до 46-и km;
- участък от 16 km от първокласен път № 8 (европейски коридор Е 80) от Държавната пътна мрежа Калотина – Капитан Андреево;
- участък от 6 km в пролома Серсемкале от третокласен път № 803 от Държавната пътна мрежа Ихтиман – Лесичово – Пазарджик.

По долината на реката от село Мирово до образуването на реката от трите съставящи я реки и участък от жп линията София – Пловдив.

## Топографска карта
- Лист от карта K-34-60. Мащаб: 1 : 100 000.